# Журавка (притока Донецької Сеймиці)
Журавка — річка в Росії, у Прохоровському районі Бєлгородської області. Ліва притока Донецької Сеймиці (басейн Дніпра).

## Опис
Довжина річки приблизно 4 км.

## Розташування
Бере початок на північно-західній стороні від Верхньої Гусинки. Тече переважно на північний схід і на північному сході від Журавки-Першої впадає у річку Донецьку Сеймицю, ліву притоку Сейму.